# Вентола (Леко)
Вентола је насеље у Италији у округу Леко, региону Ломбардија.
Према процени из 2011. у насељу је живело 44 становника. Насеље се налази на надморској висини од 351 м.